# La Perla, 18:16 horas
La Perla, 18:16 horas es el título del quinto episodio de la primera temporada de la serie española Cuenta atrás. Fue estrenado en la cadena Cuatro el 29 de mayo de 2007. El episodio registró una audiencia de 2.217.000 espectadores con una cuota de pantalla del 14,3%.

## Sinopsis
Un hombre baja al sótano de su casa, donde tiene un prisionero atado, subido a un taburete y con una bolsa de plástico en la cabeza. Después de cubrir su cabeza con un pasamontañas, comienza a torturarle metiéndole descargas eléctricas por el cuerpo.

### 32 horas antes
La Unidad 7 se encarga de la investigación del secuestro de Julio Belgrano (Gerardo Giacinti), padre del futbolista Alejandro Belgrano (Octavi Pujades). A pesar de que la relevancia mediática de Belgrano requiere la mayor discreción posible es inevitable que los medios de comunicación se hagan eco de la noticia, incluyendo a la periodista Lucía Alonso (Erika Sanz), conocida de Corso (Dani Martín). Las esperanzas de poder contactar con Belgrano padre se esfuman cuando Molina (José Ángel Egido) encuentra su teléfono móvil en la calle, a escasos metros de su residencia, y la declaración de un testigo visual, que vio a un solo secuestrador llevándoselo en una furgoneta blanca tampoco aporta mucho. El equipo baraja distintas hipótesis, desde el típico secuestro exprés hasta una venganza por parte de una mujer que dos años atrás denunció a Alejandro por violación, echándose atrás sin motivo aparente.
La teoría de la venganza de la supuesta víctima de violación se viene abajo al reconocer esta que denunció a Alejandro por despecho, al confundirle el futbolista por una prostituta tras mantener relaciones consentidas, y que retiró la denuncia a cambio de una cantidad alta de dinero. Hablando con Alicia, la esposa de Julio, Rocío (Teresa Hurtado de Ory) descubre que el matrimonio adoptó a Alejandro tras perder una hija. El teléfono de los Belgrano suena y alguien que se identifica como el secuestrador exige un rescate de dos millones de euros sin dar apenas tiempo a Alejandro de contestar. Ante las protestas del futbolista por el procedimiento propuesto por la policía, Corso accede a utilizar dinero real en la operación en la que pretenden detener a los secuestradores.
Después de una nueva llamada en la que las condiciones del rescate quedan negociadas, la Unidad 7 se prepara para el operativo. Corso, desoyendo toda indicación hace detener a los presuntos secuestradores antes de tener la ocasión de poder ver a Belgrano padre. En el interrogatorio se aclara que los detenidos no eran más que unos estafadores que aprovecharon la ocasión para sacarle dinero a Alejandro, justo antes de que la policía sepa que su padre ha sido encontrado vivo y con una herida leve en la cabeza. La inspección del lugar donde fue hallado motiva que su liberación genere tantos interrogantes como su rapto. Tras escuchar la declaración de Julio Belgrano, Corso está convencido de que éste les ha mentido acerca de su cautiverio y propone abrir nuevas vías de investigación relacionadas con la adopción de Alejandro y las constantes retiradas de dinero en la cuenta de su padre.
A la mañana siguiente, el testimonio de una mujer cuyo coche chocó con una furgoneta blanca como la que fue utilizada para raptar a Belgrano padre cerca del lugar donde éste fue encontrado permite hacer un retrato robot del secuestrador. Al preguntar de nuevo a los Belgrano el cabeza de familia no para de dar evasivas y ponerse a la defensiva, especialmente al mencionar la adopción de Alejandro. Convencido de que tanto padre como hijo mienten al decir no reconocer el retrato robot, Corso envía a Leo (Bárbara Lennie) a hablar con el futbolista mientras él y Molina buscan furgonetas con la descripción de la del secuestro, sin ningún éxito.
Alejandro confiesa a Leo haber reconocido al hombre del retrato robot como un camarero del club de campo "El Descanso del Fraile" al que vio hablando con su padre durante una fiesta, poniéndose éste muy nervioso en consecuencia. En el club consiguen identificar al secuestrador como Roberto Marechal (Mario Vedoya), empleado del mismo poseedor de una furgoneta blanca, y en la declaración de su esposa esta revela que su marido conocía a Julio Belgrano como uno de sus torturadores durante la dictadura argentina, así como responsable de la muerte de su novia de entonces y el hijo que esperaba. La mujer de Roberto declara además que éste le confesó haber secuestrado a Belgrano con la intención de darle muerte, aunque finalmente se echó atrás. La desaparición del camarero desde esta misma mañana pone en alerta a la Unidad 7, que teme que intente terminar lo que comenzó.
Se confirma que Julio Belgrano fue durante la dictadura un militar llamado Falconetti. De entrada, Alejandro no da crédito a lo que la policía cuenta sobre su padre, y cuando defiende que sus progenitores se exiliaron al oponerse al régimen militar su madre se derrumba, incapaz de seguir ocultando la verdad. Haciendo caso de la intuición de Leo, quien sospecha que captor y víctima han intercambiado sus papeles, Corso pregunta a Alicia por un lugar donde puede haberse escondido su marido, obteniendo como única respuesta un chalet al que llaman "La Perla".

### Fin de la cuenta atrás
Belgrano padre, quien tiene secuestrado a Roberto, se dispone a hacerle confesar a quién más habló de su verdadera identidad mientras el equipo de Corso llega a "La Perla", dispuesto a inspeccionar el lugar. El torturador revela a su víctima que tomó como suyo al hijo que alumbró su novia antes de morir al tiempo que le mete descargas eléctricas. Los policías registran el chalet sin éxito; justo cuando abandonan el lugar Corso detecta actividad eléctrica en el contador de la casa, y la presencia cercana del coche de Julio Belgrano le convence de que éste está dentro del recinto. Leo descubre la trampilla que lleva al sótano secreto donde Belgrano está torturando a Roberto y consiguen detenerle. Un desconcertado Alejandro presencia cómo la policía se lleva a su "padre" arrestado, mientras los medios de comunicación llegan en masa al lugar.